# Filme 3D

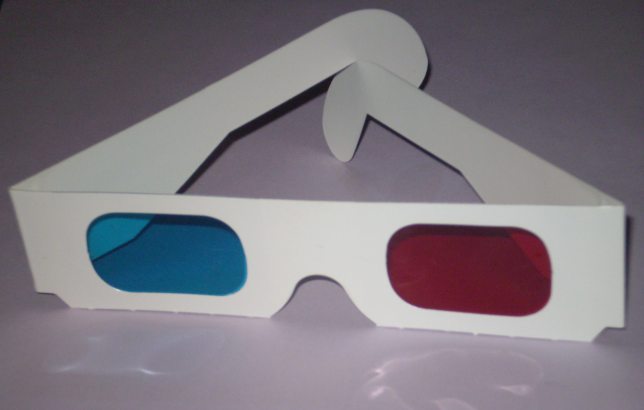
Óculos 3D usados para visualizar imagens anáglifas e criar a ilusão de tridimensionalidade.

Um 3D ou 3-D (três dimensões) ou S3D (3D estereoscópico) é um filme que reforça a ilusão de percepção de profundidade. A abordagem mais comum para a produção de filmes em 3D é derivada da fotografia estereoscópica. Nele, um sistema de câmera de cinema regular é usado para gravar as imagens como pode ser visto sob duas perspectivas (ou imagens geradas por computador com as duas perspectivas em pós-produção), e hardware de projeção especial e/ou óculos são usados para fornecer a ilusão de profundidade durante a exibição do filme. Alguns métodos de produção de filmes 3D não requerem o uso de duas imagens. O vídeo de alta definição em 2D e a holografia também consegue mostrar percepção de profundidade.
Filmes em 3D não estão limitados a apresentam lançamentos nos cinemas; Filmes lançados direto em vídeo ou na televisão também incorporaram métodos semelhantes, especialmente desde o advento da televisão 3D e Blu-ray 3D.
Filmes em 3D têm existido de alguma forma desde 1915, mas tinha sido em grande parte relegado a um nicho na indústria do cinema por causa do hardware e processos necessários para produzir e exibir um filme no formato que era caro, além da falta de um formato padronizado para todos os segmentos da negócio do entretenimento. No entanto, os filmes 3D foram um destaque especial na década de 1950 no cinema americano, e mais tarde experimentou um ressurgimento mundial em 1980 e 1990 impulsionado pelo IMAX high-end e locais temáticos da Disney.
Filmes em 3D tornaram-se mais e mais populares ao longo dos anos 2000, culminando no sucesso sem precedentes de apresentações 3D de Avatar em Dezembro de 2009 e Janeiro de 2010. Durante sua popularidade inicial e aumento do número de telas que corresponde, mais alguns filmes foram lançados no formato. No entanto, os observadores da indústria notaram que em 2011 mostrou-se uma queda considerável do interesse do público. Esta é uma noção que foi compartilhado entre os profissionais do setor, bem como seu público, desde então a produção de filmes em 3D entrou em declínio.

## Função
Nos filmes em 3D antigos usavam-se imagens anáglifas para tirar vantagem da visão binocular, essas imagens incluem duas camadas de cor em uma única tira do filme reproduzida por projetor. Uma das camadas era predominantemente vermelha e a outra azul ou verde, para assistir se usava um óculos 3D apropriado para o filme. As lentes coloridas forçavam um olho a enxergar a seção vermelha da imagem e a outra azul ou verde, devido a diferença entre as duas imagens o cérebro as interpreta como uma imagem em três dimensões. Essa tecnologia já fez com que pessoas tivessem dor de cabeça, lesões oculares e náusea.
A tecnologia 3-D digital também utiliza imagens para enganar sua visão. Porém, em vez de usar cores para filtrar as imagens em cada olho, a maioria dos sistemas utiliza a polarização. Lentes polarizadas filtram apenas ondas de luz que são alinhadas na mesma direção. Num par de óculos 3-D, cada lente é polarizada de forma diferente. Em alguns óculos, existe uma diferença de 90 graus na polarização. Outros utilizam diferentes alinhamentos de polarização circular. A tela é especialmente desenvolvida para manter a polarização correta quando a luz do projetor é refletida. Nos filmes que utilizam essa tecnologia, em vez de um amontoado de imagens vermelhas e verdes, as imagens ficam um pouco embaçadas, quando vistas sem os óculos.
Um filme em 3-D digital usa um ou dois projetores digitais para reproduzir a imagem na tela. Estruturas com dois projetores utilizam um deles para reproduzir a imagem para o olho esquerdo e o outro, para o olho direito. A luz que forma cada imagem é polarizada a fim de igualar as lentes correspondentes. A maioria dos sistemas de um único projetor utiliza um dispositivo de polarização posicionado acima da lente do projetor. Esse dispositivo é uma placa polarizada que permite a passagem de luz para apenas uma das duas imagens de cada vez. Em sistemas de um único projetor, cada olho enxerga sua imagem para cada quadro do filme, de duas a três vezes, numa sucessão extremamente rápida. Seu cérebro interpreta isso como uma imagem tridimensional contínua. Alguns sistemas utilizam óculos ativos que se sincronizam com o projetor usando ondas de rádio, mas costumam serem mais pesados e mais caros do que os óculos polarizados.